# Galceran IV de Pinós
Galceran IV de Pinós, dit El Vell (?-Bagà 1277), fou un noble, senyor (ca. 1212-1277) de les baronies i castells de Pinós, Vallmanya, l'Espà, Gósol, Saldes, Querforadat, Gisclareny, Alguaire, Lillet, Tàrrega, Talteüll, Albesa, Menàrguens, Fórnols (empenyorada a Galceran per la comtessa Aurembiaix d'Urgell), Sant Jaume, Llevança, Gaià i Llo i els llocs de Bagà, Gavarrós, Brocà, Barrat, Vilanova, la vall de la Vansa i diversos béns als Prats i a la Manresana i als castells de Josa, Sant Martí dels Castells, Cava, Ansovell, La Guàrdia de Ripoll (1229-1277) i Queralt.
Fill de Ramon Galceran I de Pinós i de Berenguera el seu lloc de residència fou Bagà, capital de la baronia de Pinós, població a la qual concedí una carta de franqueses el 1233. Anteriorment va comprar el castell de La Guàrdia de Ripoll a Bernat IV de Saportella per 2.800 morabatins. Prengué part en la conquesta de Mallorca (1229-30) i també en la de València, (1233-45). Participà també en les guerres nobiliàries d'entre els Urgell i els Castellbò per la qüestió del casament d'Arnalda de Caboet, senyora de la vall d’Andorra, i en les de 1256-60 entre els Montcada i altres nobles aliats amb el rei Jaume I contra els comtes d’Urgell i de Foix. En aquesta darrera ocasió estigué aliat amb el comte d’Urgell. El 1259 va enfranquir el Castell de Saldes a Bernat Tomàs, habitant de Saldes. També el 1259, signa un pacte amb Galceran, clergue al servei de l'església de Santa Maria del Castell de Saldes, i amb el fill d'aquest, ambdós habitants del castell, assegurant la vivenda en el castell i els redimeix de determinats serveis, quant obligat el fill a fer de guaita al castell durant tota la seva vida. Tingué diversos negocis amb Pere de Capellades, a qui comprà l'any 1361 una casa a Santa Coloma, al mateix moment que també adquiria un feu de Guifré de Torre, que el cavaller tenia allí. L'any 1268 li ven al dit Pere de Capellades els rèdits i el mesuratge de la quartera de roldor (producte usat per adobar les pells) i fan tractes comercials, junt amb Pere Tripol, sobre compravenda d'ordi. Rebé de Jaume I la cessió del castell de Talteüll. El deixà en el seu testament de 1277 a la seva filla Berenguera de Pinós.

## Núpcies i descendència
Es va casar amb Esclaramunda de Canet (morta circa 1278), senyora de La Guàrdia de Ripoll. Van tenir 5 fills:
- Rossa de Pinós casada amb Bernat d'Estavar.
- Ramon de Saguàrdia (?-1277) hereu de La Guàrdia de Ripoll. Casat amb Timbor senyora de Canet.
- Elisenda de Pinós casada amb Pere II Ramon de Montcada i d'Abarca, baró d'Aitona.
- Berenguera de Pinós casada amb Ramon de Cervera.
- Galceran V de Pinós el Jove, hereu de la Baronia de Pinós (?-1294/96).

Va tenir també un fill bastard
- Bord (?-1292) senyor d'Ordèn i Talltendre, casat amb Dolça